# Rotherham
Rotherham este oraș și un Burg Metropolitan în cadrul Comitatului Metropolitan South Yorkshire în regiunea Yorkshire and the Humber. 

## Personalități marcante
- Howard Webb, arbitru internațional de fotbal

## Orașe în cadrul districtului
- Rotherham;
- Dinnington;
- Maltby;
- Wath-upon-Dearne;